# Phil Bredesen

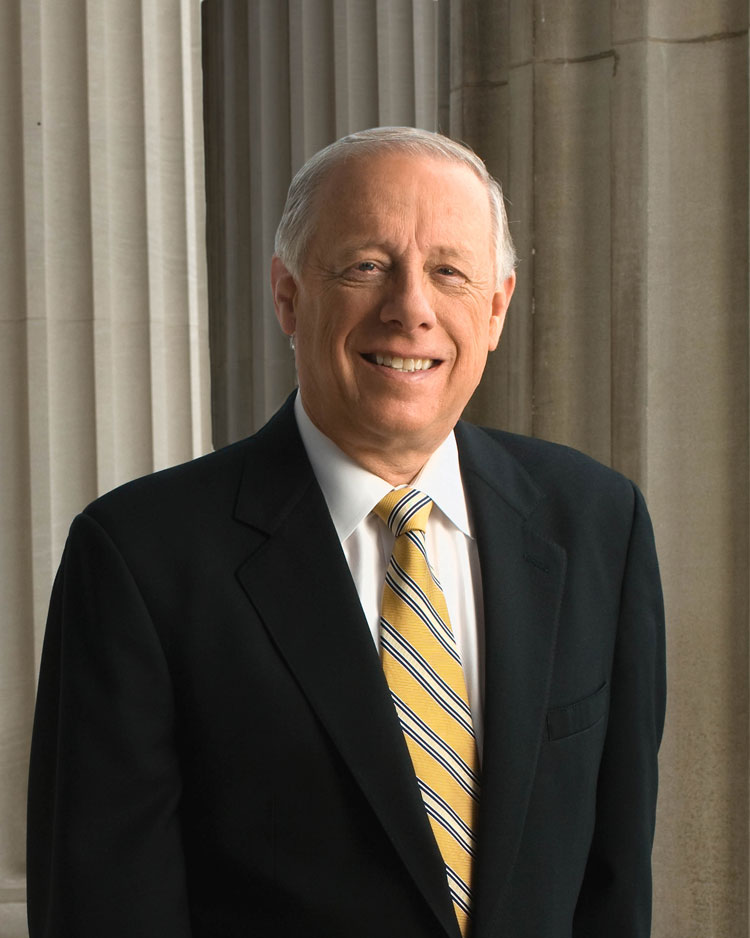
Phil Bredesen

Philip Norman „Phil“ Bredesen (* 21. November 1943 in Oceanport, Monmouth County, New Jersey) ist ein amerikanischer Politiker der Demokratischen Partei. Der Unternehmer war von 2003 bis 2011 Gouverneur des Bundesstaates Tennessee und bewarb sich 2018 für den Senat der Vereinigten Staaten. Er verlor die Wahl am 6. November 2018.

## Familie, Ausbildung und Beruf
Bredesen wurde in New Jersey geboren und wuchs in Shortville, einem Ort im ländlichen Teil des Bundesstaats New York, auf. Er studierte an der Harvard University Physik und stellte sich 1970 erfolglos der Vorwahl für einen Sitz im Senat von Massachusetts. 1975 zog er nach Nashville, Tennessee. Dort war er zunächst als Geschäftsmann tätig. Er gründete die Health America Corporation, eine Firma, die zeitweise über 6000 Beschäftigte hatte und an der New Yorker Börse gehandelt wurde. 1986 verkaufte er diese Firma wieder. Nach seiner Amtszeit als Gouverneur gründete Bredesen 2010 in Nashville das Solarenergie-Unternehmen Silicon Ranch mit, das in 14 US-Bundesstaaten hundert Solaranlagen betreibt.
Bredesen ist mit Andrea Conte verheiratet, die eine Non-Profit-Organisation zur Verhinderung von Gewaltkriminalität betreibt. Das Paar hat einen Sohn. Bredesen wurde 2012 in die American Academy of Arts and Sciences gewählt.

## Politische Laufbahn

### Anfänge in Nashville
1987 trat Bredesen erstmals als Politiker in Tennessee in Erscheinung. Er bewarb sich um das Amt des Bürgermeisters von Nashville und unterlag in der Stichwahl mit 47 zu 53 Prozent dem damaligen Abgeordneten des US-Repräsentantenhauses, Bill Boner, der Bredesens Herkunft aus dem Norden der USA hervorhob. Bredesen stellte sich daraufhin bei der Vorwahl der Demokraten in der Sonderwahl für Boners bisheriges Kongressmandat, unterlag aber dem späteren Wahlsieger Bob Clement.
1991 bis 1999 war er Bürgermeister von Nashville. Dort zeigte er soziales Engagement und gründete die sogenannten Nashville-Tafeln. Er setzte sich für den Erhalt des offenen Landes und der alten Farmen ein. Gleichzeitig schaffte er es, Arbeitsplätze zu sichern und High-Tech-Unternehmen in die Stadt zu ziehen. Nashville nahm während seiner Amtszeit als Bürgermeister einen rasanten Aufschwung.

### Gouverneur von Tennessee
Nachdem er sich schon 1994 erstmals um das Amt des Gouverneurs von Tennessee beworben und gegen den republikanischen Amtsinhaber Don Sundquist verloren hatte, wurde Bredesen bei der Wahl 2002 zu dessen Nachfolger gewählt. Dabei bezwang er Van Hilleary, einen Abgeordneten im Repräsentantenhaus der Vereinigten Staaten. Bredesen trat sein Amt am 18. Januar 2003 an. Am 7. November 2006 setzte sich Bredesen bei der Wiederwahl gegen den republikanischen Herausforderer Jim Bryson durch und gewann dabei jedes County Tennessees. Dies war der bislang letzte bundesstaatsweite Sieg eines Demokraten. Als Gouverneur setzte er sich für eine Verbesserung der Verwaltung, des Bildungssystems und eine Reform des Gesundheitswesens ein. Seine Politik in den ersten vier Jahren führte zu einem ausgeglichenen Haushalt. Die Lehrerbesoldung wurde über den in den Südstaaten üblichen Durchschnitt erhöht. Er lockte durch Kontakte in- und ausländische Firmen nach Tennessee. In seiner ersten Amtszeit entstanden über 100.000 neue Arbeitsplätze. Bredesen hat sich auch für die Naturparks eingesetzt, indem er Land aufkaufen und Parks einrichten ließ.
Politische Beobachter hielten Bredesen in den 2000er Jahren für geeignet, als populärer Demokrat in den Südstaaten auf nationaler Ebene erfolgreich zu sein, nachdem die Demokraten über Jahrzehnte nur mit Gouverneuren aus den Südstaaten bei Präsidentschaftswahlen siegreich gewesen waren (Jimmy Carter, Bill Clinton). So galt Bredesen als Anwärter für die Nominierung der Demokraten bei der Präsidentschaftswahl 2008. Nach dem Rückzug des designierten Gesundheitsministers Tom Daschle war Bredesen Anfang 2009 für diese Position im Kabinett Obama im Gespräch.

### Bewerbung für den US-Senat
Im Dezember 2017 gab Bredesen bekannt, dass er sich bei der Wahl zum Senat der Vereinigten Staaten 2018 um das bisherige Mandat des Republikaners Bob Corker bewirbt. Da Corker nicht wieder antritt, stehen die Chancen für einen Herausforderer der Demokraten besser, den Sitz im strukturell republikanisch geprägten Tennessee zu erobern, nachdem dort zuletzt 1990 ein Demokrat (Al Gore) eine Wahl zum US-Senat gewonnen hatte. Seine Gegenkandidatin auf Seiten der Republikaner ist die – von der Parteiführung des Bundesstaats und von Präsident Donald Trump unterstützte – bisherige Kongressabgeordnete Marsha Blackburn. In den Umfragen lag Bredesen bisher stets entweder gleichauf oder vor Blackburn. Im April 2018 erklärte Corker, Bredesen liege in Führung, habe überparteiliche Attraktivität und sei ein Freund, mit dem er jahrelang gut zusammengearbeitet habe. Er werde nicht gegen Bredesen Wahlkampf führen. Eine Umfrage der Vanderbilt University ergab im Mai 2018, dass 69 Prozent der parteiungebundenen Wähler eine positive Meinung von Bredesen haben, von Blackburn nur 44 Prozent; während 52 Prozent der republikanischen Wähler Bredesen positiv einschätzten, waren es für Blackburn bei den Demokraten nur 25 Prozent.
Die Politikwebsite Sabato’s Crystal Ball hat darauf hingewiesen, dass Tennessee sich seit Bredesens Gouverneurszeit politisch stark nach rechts entwickelt hat; von der Präsidentschaftswahl 2004 bis zu derjenigen 2016 habe sich der Staat um 18 Prozentpunkte in Richtung der Republikaner verschoben, nach West Virginia und Arkansas der stärkste Wandel aller US-Bundesstaaten, und Donald Trump einen Vorsprung von 29,5 Prozent vor der demokratischen Kandidatin Hillary Clinton gegeben. Daher sei das Rennen als leicht zu den Republikanern geneigt einzustufen („leans Republican“). Der Cook Political Report sieht das Rennen als völlig offen („toss up“) an. Die New York Times wies darauf hin, dass die Demokraten während der Regierungszeit Obamas die meisten politischen Ämter des Bundesstaates und die relativ starke Stellung in der State Legislature verloren, sich Demokraten in den Südstaaten aber erfahrungsgemäß leichter täten, wenn – wie seit der Präsidentschaft Trumps – kein Demokrat im Weißen Haus als Feindbild zur Verfügung stehe, zumal Tennessee traditionell gemäßigte Politiker in den US-Senat entsende.
Bredesen gewann die Vorwahl der Demokraten am 2. August 2018 mit 91,5 Prozent der Stimmen, während Marsha Blackburn 84,5 Prozent erhielt. Der Politikwissenschaftler John Geer sah Bredesen daraufhin in Führung, unter anderem, weil die über 100.000 Stimmen für Blackburns unbekannten Vorwahlgegner seiner Ansicht nach zeigen, dass die Basis der Republikaner nicht geschlossen für Blackburn ist. Als Bredesen erklärte, er würde als Senator den umstrittenen konservativen Supreme-Court-Kandidaten Brett Kavanaugh unterstützen, entzog ihm die demokratische Super PAC Priorities USA Action die Unterstützung. Blackburn vergrößerte nach der Senatsanhörung Kavanaughs ihren Umfragevorsprung, da die Parteibasis der Republikaner motiviert und bundesweite Themen in den Vordergrund gerückt waren, während Bredesen sich von der Bundespartei der Demokraten zu lösen versuchte, indem er meinte, er würde Chuck Schumer nicht weiter als Fraktionsvorsitzenden der Demokraten im Senat unterstützen. Im Oktober erklärte die Popsängerin Taylor Swift, Bredesen und den demokratischen Kongressabgeordneten Jim Cooper zu unterstützen, nachdem sie sich bisher nicht zu Politik geäußert hatte. Auf ihre Äußerung folgten Tausende Neuregistrierungen von Wählern innerhalb von Stunden.
Bredesen verlor die Wahl gegen Blackburn und erhielt 43,9 Prozent der Stimmen, verglichen mit 54,7 Prozent für Blackburn. Bereits eine halbe Stunde nach Schließung der Wahllokale wurde Blackburn zur Siegerin erklärt.

## Positionen
Bredesen gilt politisch als moderat und zentristisch; als Gouverneur habe er, so The Tennessean, durch Ausgabenkürzungen gelegentlich Parteifreunde des progressiven Flügels irritiert. Fiskalpolitisch steht er für Strenge. Bredesen hat sich für die Erhaltung der Todesstrafe ausgesprochen und gab als Gouverneur das Ziel vor, bis 2025 ein Viertel der Energie auf regenerative Weise zu erzeugen. 2002 setzte er sich gegen Restriktionen beim privaten Waffenbesitz ein. Während er als Gouverneur die öffentlich finanzierten Teile der Krankenversicherung trotz Kürzungen gestützt hatte, erklärte er im Rahmen seiner Senatskampagne 2018, die unter dem demokratischen Präsidenten Obama beschlossene und von den meisten Republikanern bekämpfte Gesundheitsreform Obamacare müsse „repariert“ werden („needs fixing“).